# Antônio Guglielmi Sobrinho
Antônio Guglielmi Sobrinho (Morro da Fumaça, 10 de março de 1922 — Criciúma, 26 de agosto de 1967) foi um político brasileiro.

## Vida
Filho de José Guglielmi e de Esperança Sartor Guglielmi.

## Carreira
Foi deputado à Assembleia Legislativa de Santa Catarina na 6ª legislatura (1967 — 1971), eleito pela Aliança Renovadora Nacional (ARENA).